# Kenny Zamora
Kenny Zamora (28 de abril de 1995, Manabí, Ecuador) es un futbolista ecuatoriano. Juega de Arquero y su equipo actual es el Barcelona Sporting Club de la Serie A de Ecuador.

## Clubes
| Club            | País    | Año             |
| --------------- | ------- | --------------- |
| 5 de Julio      | Ecuador | 2012-2014       |
| Barcelona S.C.  | Ecuador | 2015            |
| El Guayacán     | Ecuador | 2016            |
| Barcelona S.C.  | Ecuador | 2017            |
| Fuerza Amarilla | Ecuador | 2017            |
| Delfín S. C.    | Ecuador | 2019-actualidad |

### Participaciones internacionales
| Torneo                 | Club           | Resultado    |
| ---------------------- | -------------- | ------------ |
| Copa Libertadores 2015 | Barcelona S.C. | Segunda Fase |
| Copa Libertadores 2017 | Barcelona S.C. | En disputa   |

- Datos: Q30915618